# Milà-Sanremo 1983
La Milà-Sanremo 1983 fou la 74a edició de la Milà-Sanremo. La cursa es disputà el 19 de març de 1983 i va ser guanyada per l'italià Giuseppe Saronni, que s'imposà en solitari a la meta de Sanremo.
227 ciclistes hi van prendre part, acabant la cursa 122 d'ells.

## Classificació final
|    | Ciclista          | Equip                            | Temps      |
| -- | ----------------- | -------------------------------- | ---------- |
| 1  | Giuseppe Saronni  | Del Tongo-Colnago                | 7h 07' 59" |
| 2  | Guido Bontempi    | Inoxpran-Lumenflon               | + 44"      |
| 3  | Jan Raas          | TI-Raleigh-Campagnolo            | m. t.      |
| 4  | Eric Vanderaerden | Jacky Aernoudt-Rossin-Campagnolo | m. t.      |
| 5  | Sean Kelly        | Sem-France Loire-Mavic-Reydel    | m. t.      |
| 6  | Juan Fernández    | Zor-Gemeaz                       | m. t.      |
| 7  | Franco Chioccioli | Vivi-Benotto-Puma                | m. t.      |
| 8  | Noël Dejonckheere | Teka                             | m. t.      |
| 9  | René Bittinger    | Sem-France Loire-Mavic-Reydel    | m. t.      |
| 10 | Gabriele Landoni  | Vivi-Benotto-Puma                | m. t.      |